# Estadio Victoria
Het Estadio Victoria is een multifunctioneel stadion in Mexicaanse stad, Aguascalientes. Het stadion wordt vooral gebruikt voor voetbalwedstrijden, de voetbalclub Necaxa maakt gebruik van dit stadion. In het stadion is plaats voor 23.851 toeschouwers. Het stadion is geopend in 2003. Er vinden ook wel eens concerten plaats. 